# Humiriastrum villosum
Humiriastrum villosum är en tvåhjärtbladig växtart som först beskrevs av Froes, och fick sitt nu gällande namn av José Cuatrecasas. Humiriastrum villosum ingår i släktet Humiriastrum och familjen Humiriaceae. Inga underarter finns listade i Catalogue of Life.